# クラピナ＝ザゴリエ郡

クラピナ・ザゴリエ郡の位置

クラピナ＝ザゴリエ郡(クラピナ＝ザゴリエぐん、Krapinsko-zagorska županija)はクロアチア北部に位置するクロアチアの地方行政区分。郡庁所在地はクラピナ。

歴史的に「クロアチア領ザゴリエ」と呼ばれた地域の大部分を含んでおり、クロアチアで最も牧歌的な地方のひとつとされている。丘陵地に小さな村が散在し、農業、とりわけワイン生産が盛んである。また、避暑地としても知られている。多くの湖や川は観光資源になる一方で濃霧の原因ともなっており、一年のうち15％は霧により視界が悪い。

スロヴェニアと国境を接しており、過去にはオーストリア帝国の一部だった。当時の城砦が多く残されている。
郡内で最大のランドマークは、郡庁所在地クラピナの近隣にある10万年前のネアンデルタール人の発掘現場である。
現在のクラピナは1193年の記録にその名前が見られるのが最初である。歴史を通して、クロアチアおよびハンガリーの支配階級が城や邸宅を多く構える土地であった。

それ以外の町にはザボク、プレグラダ、ズラタル、オロスラヴィエ、ドニャ・ストゥビツァ、クラニェツがある。ストゥビツァの町にはストゥビツァ温泉（Stubičke toplice）と呼ばれる温泉がある。ヴェリキ・タボル、ミリャナ、ベジャネツ、ヘレンバッハ、ミレングラードといった中世の城も多く存在している。

## 地理
北西でヴァラジュディン郡、南西および南東でザグレブ郡、南部でザグレブ直轄市に接している。